# Passalus caelatus
Passalus caelatus là một loài bọ cánh cứng trong họ Passalidae.